# Municipalité de Chinameca
La municipalité de Chinameca est l'une des 212 municipalités de l'État de Veracruz, et est située dans la partie sud-est de cet État. Elle se situe sur les confins occidentaux de l'isthme de Tehuantepec, au bord du couloir de communication ferroviaire entre les océans Atlantique et Pacifique. Son chef-lieu, Chinameca, est quasiment limitrophe de celui de la municipalité de Oteapan, qu'elle jouxte au nord-ouest. Elle fait également partie de la région Olmeca, qui est l'une des subdivisions administratives de l'État de Veracruz.

## Géographie
La municipalité de Chinameca s'étend d'est en ouest sur les confins occidentaux du bassin versant du Río Coatzacoalcos, et de l'isthme de Tehuantepec. Son chef-lieu est la ville éponyme de Chinameca. Elle fait partie de la plaine côtière du golfe du Mexique. D'une superficie de 174,1 km2, elle est peuplée en 2020 de 22 638 habitants, pour une densité de 130,1 habitants par km2.
Elle est limitrophe au nord des municipalités de Pajapan et de Mecayapan, à l'est de celle de Soteapan, au sud de celles de Soconusco, Jáltipan et Oteapan, à l'ouest de celle de Cosoleacaque.
Elle appartient à la Zona metropolitana de Minatitlán, regroupant les municipalités de Chinameca, Cosoleacaque, Jáltipan, Minatitlán, Oteapan et Zaragoza, pour une population totale de 329 228 habitants.

## Composition et démographie
La municipalité était composée en 2020 de 98 localités, dont une seule est considérée comme urbaine, les autres étant rurales.
| Localité            | Population |
| ------------------- | ---------- |
| Chinameca           | 13 974     |
| Chacalapa           | 2488       |
| Los Cerritos        | 1704       |
| Agua Fría           | 580        |
| Rancho Viejo        | 444        |
| Reste des localités | 3448       |
| Total population    | 22 638     |

En plus de l'espagnol, plusieurs langues amérindiennes sont parlées dans la municipalité, dont les principales sont par ordre d'importance : le nahuatl, le popoluca et le zapotèque.

## Histoire
En 1831, San Juan Chinameca constitue une municipalité.

## Économie

### Agriculture et élevage
La superficie des parcelles semées représentait, en 2019, un total de 1 910,5 hectares, parmi lesquels 1 359 hectares voués à la culture du maïs, 382 hectares voués à celle du palmier africain et 79 hectares voués à la culture de l'orange.
En 2020, la production de viande par tonnes comprenait 1 180,5 tonnes de viande bovine, 128,4 tonnes de viande porcine, 22,1 tonnes de viande ovine, 18 520 tonnes de volailles et 1,8 tonne de dinde. La superficie vouée à l'élevage représentait alors 11 051 hectares.